# Nambiar
Nambiar (auch Nambiyar oder Nambier geschrieben) ist eine indische Jati (Unterkaste). Sie gehört zur Varna der Kshatriya aus der Region Malabar im Norden des südindischen Bundesstaates Kerala. Der Name Nambiar bezeichnet auch eine zahlenmäßig kleinere Gruppe von Mitgliedern der Ambalavasi-Brahmanen-Kaste.

## Ursprung
Die Nambiaren sind zwischen dem 2. und dem 7. Jahrhundert vermutlich mit Angehörigen der Nambudiri nach Kerala eingewandert. Sie haben deutlich andere Gewohnheiten und Traditionen als indigene Keralesen, dagegen sind ihre Gewohnheiten denen der Menschen im nördlichen Indien auffallend ähnlich.
Man vermutet, dass der Ursprung des Namens „Nambiar“ eine Symbiose aus „Nair“ und „Nambudiri“ ist.

## Kshatriya Nambiar

### Dynastien
Die Nambiar gehören zur Nagavanshi (Schlange-)Dynastie, können jedoch auch mit anderen Rajputen-Dynastien verbunden sein, wie der Suryavanshi (Solar-), Chandravanshi (Mond-) oder Agnivanshi (Feuer-)Dynastie.

### Position in der Gesellschaft
Man klassifiziert Nambiaren als Kiriyathil-Nayars, obgleich aufgrund der Wanderungen die Zugehörigkeit zu dieser Gruppe aus kulturhistorischer Sicht nicht sicher ist.
Angehörige der Nambiar durchliefen traditionell eine standesgemäße formelle Ausbildung, wie sie früher allein höherstehenden Kastenmitgliedern vorbehalten war. Die Kaste der Nambiar ist eng verbunden mit der frühesten Form der traditionellen indischen Kampfkunst Kalarippayat.
Als gesellschaftlich hochstehende Kaste waren sie in der Vergangenheit sehr einflussreich. Obgleich ein großer Teil dieses Einflusses durch Britische Kolonialrichtlinien und moslemische Invasionen in der Zeit der Sultanate verloren ging, werden sie noch heute zum indischen Adel gezählt.
In den Tempeln des Gottes Ayyappan oder in den Häusern der Nambudiri führen Nambiar das Ritualdrama Ayyappan tiyatta auf.

### Traditionen
Ein Teil der Traditionen der Nambiar werden heute nicht mehr praktiziert. Dazu gehören das System der matrilinearen Erbfolge und die Vetternehe. Die frühere Praxis der Vermählung vor allem der Erbberechtigten unter Verwandten (Vetternehe) wurde inzwischen fast vollständig aufgegeben, hauptsächlich aus dem Grund des damit verbundenen genetischen Risikos. Vor drei Generationen war die Vetternehe jedoch noch weit verbreitet. Der ihr zugrundeliegende Sinn war das Fixieren des gesellschaftlichen Status quo und die Sicherung fürstlichen Besitzes innerhalb der Familie.

## Ambalavasi – Brahmin Nambiar
Einige Mitglieder aus der Gemeinschaft der Ambalavasi Kaste haben den Namen „Nambiar“ angenommen, obgleich bei diesen keine unmittelbare kulturelle Verbindung zu den Kshatriya Nambiar besteht.
Der Grund hierfür ist die Bedeutung des Namens. „Nambiar“ heißt im Sanskrit Panivada. Der Wortteil „pani“ bedeutet „Hände“, und 'vada' ist eine Ableitung des Verbes „vadanam“, welches „spielen“ bedeutet. Zusammengenommen ist also gemeint „der mit den Händen spielt“. Die Ambalavasis erfüllen Aufgaben im Tempeldienst. Dazu gehört das rituelle, allein mit der Hand ausgeführte Spiel mit der Trommel Mizhavu, wie es zu den Zeremonien des Kutiyattam und Kuthu im Kuthambalam-Theater gehört. Die weiblichen Nambiar übernehmen hingegen die darstellenden Rollen im Tempeldienst des Kuthambalam, sie nennt man Nangyaramma. Diese gehören der Kaste der Chakyar an.

Die Aufgabe, im Tempeldienst zu helfen, besaßen ursprünglich nur Angehörige der Kasten Nambuthiri, Nambiar oder Unnithan. Erst in jüngerer Zeit wurde dieses Amt auf die Ambalavasi übertragen.
Traditionsgemäß waren die Mitglieder der Ambalavasi-Kaste Sanskrit-Gelehrte.
Der berühmte Malayalam Satiredichter Kunchan Nambiar und das große Rama Panivada gehörten der Ambalavasi-Kaste an.

## Nambiar als Name außerhalb Indiens
Der Name Nambiar existiert auch in der englischen Grafschaft Suffolk, innerhalb der Adelsfamilie der Lord of the Manor, ohne Bezug zu der indischen Jati oder den Nambiar des Tempeldienstes zu haben. Mitte des 17. Jahrhunderts wurde der Name in vielen Abwandlungen mit der großen Migration von Europa zur Ostküste Nordamerikas weitergetragen. Er ist vor allem an der östlichen Meeresküste von Neufundland, Maine, Virginia und auf den Inseln verbreitet. Einige der ersten Siedler dieses Namens trugen Namensvarianten wie Nanby, Nanbie, Namby, Nambie und andere.

## Namensträger
- A. C. Narayanan Nambiar (1896–1986), indischer Diplomat
- M. N. Nambiar (1919–2008), indischer Schauspieler
- Satish Nambiar (* 1936), indischer General